# Erwin Jutzet

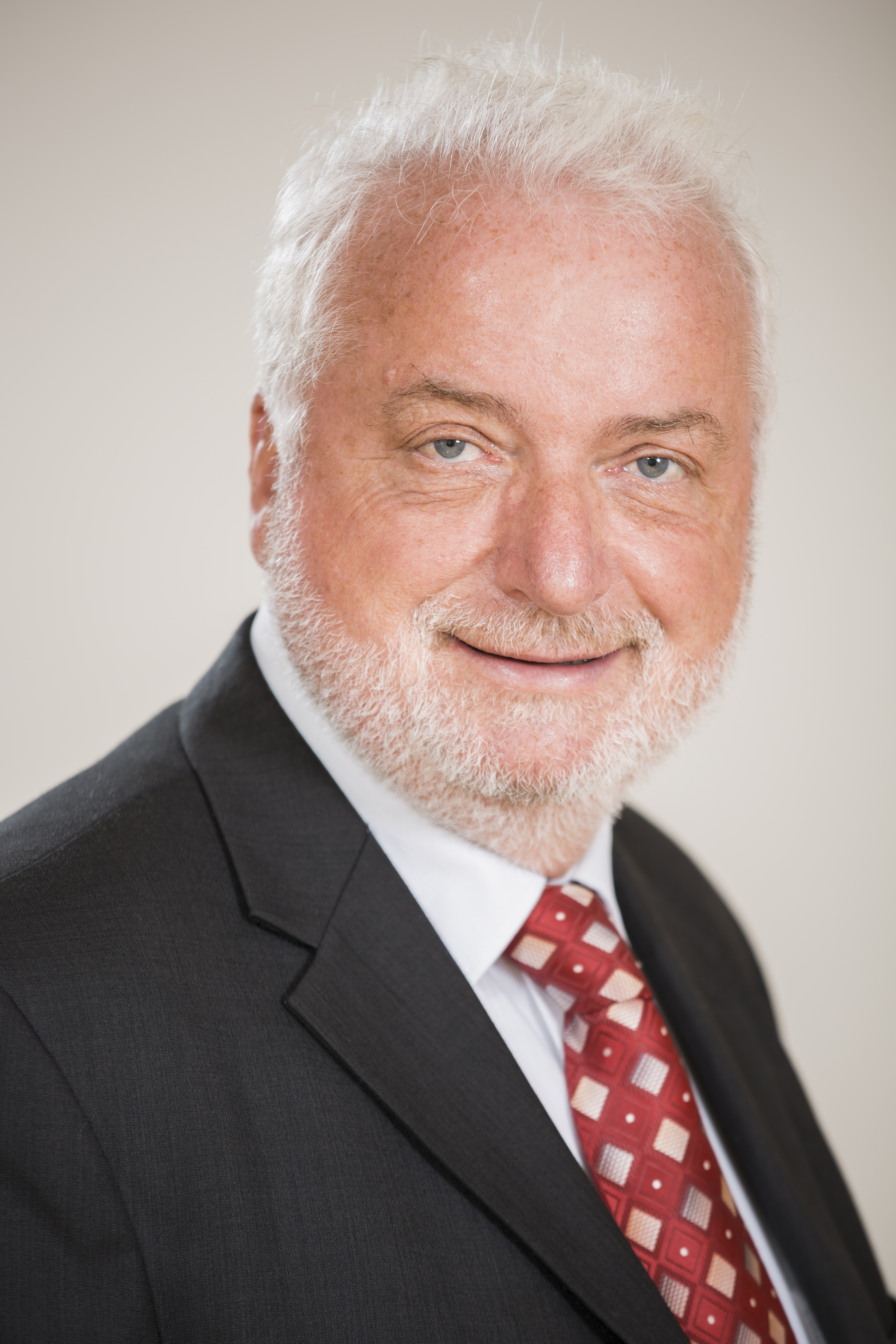
Erwin Jutzet, 2012

Erwin Jutzet (* 7. Mai 1951 in Freiburg im Üechtland, heimatberechtigt in St. Silvester) ist ein Schweizer Politiker (SP) und Staatsrat des Kantons Freiburg.
Von 1981 bis 1995 war er im Grossen Rat des Kantons Freiburg. Dann wechselte er in den Nationalrat und vertrat von den Wahlen 1995 bis am 4. März 2007 seinen Kanton in Bern. Seit 2007 ist er Mitglied des Staatsrats und ist dort Sicherheits- und Justizdirektor.
Jutzet lebt in Schmitten. Er ist verheiratet und hat vier Kinder.